# 朗斯代爾 (明尼蘇達州)
朗斯代爾（英語：Lonsdale）是一個位於美國明尼蘇達州賴斯縣的城市。

## 人口
根據2020年美國人口普查的數據，朗斯代爾的面積為6.88平方千米，當中陸地面積為6.81平方千米，而水域面積為0.06平方千米。當地共有人口4686人，而人口密度為每平方千米681人。